# Виноград (Отынийская поселковая община)
Виногра́д (укр. Виноград) — село в Отынийской поселковой общине Коломыйского района Ивано-Франковской области Украины.
Население по переписи 2001 года составляло 1318 человек. Занимает площадь 10.95 км². Почтовый индекс — 78220. Телефонный код — 03433.